# Checoslovaquia en los Juegos Olímpicos de Seúl 1988
Checoslovaquia estuvo representada en los Juegos Olímpicos de Seúl 1988 por un total de 163 deportistas que compitieron en 17 deportes.  
El portador de la bandera en la ceremonia de apertura fue el atleta Imrich Bugár.

## Medallistas
El equipo olímpico checoslovaco obtuvo las siguientes medallas:
| Nombre                       | Deporte     | Competición                      |
| ---------------------------- | ----------- | -------------------------------- |
| Oro                          |             |                                  |
| Jozef Pribilinec             | Atletismo   | 20 km marcha M                   |
| Miloslav Mečíř               | Tenis       | Individual M                     |
| Miroslav Varga               | Tiro        | Rifle en posición tendida 50 m M |
| Plata                        |             |                                  |
| Jan Železný                  | Atletismo   | Jabalina M                       |
| Jana Novotná Helena Suková   | Tenis       | Doble F                          |
| Miloslav Bednařík            | Tiro        | Foso M                           |
| Bronce                       |             |                                  |
| Jozef Lohyňa                 | Lucha libre | 82 kg M                          |
| Miloslav Mečíř Milan Šrejber | Tenis       | Doble M                          |